# Gare de Busigny
Gare de Busigny vasútállomás Franciaországban, Busigny településen.

## Vasútvonalak
Az állomást az alábbi vasútvonalak érintik:
- Creil–Jeumont-vasútvonal
- Busigny-Somain-vasútvonal

## Kapcsolódó állomások
A vasútállomáshoz az alábbi állomások vannak a legközelebb:
- Gare de Saint-Quentin
- Gare de Maurois
- Gare de Bohain
- Gare du Cateau (Gare de Maubeuge)
- Gare de Caudry (Gare de Cambrai-Ville)